# Cecilie Sandvej
Cecilie Feddersen Sandvej (* 13. Juni 1990 in Horsens) ist eine dänische Fußballspielerin.

## Karriere

### Vereine
Von 2009 bis 2013 spielte Sandvej für den dänischen Erstligisten Brøndby IF, mit dem sie ab 2011 dreimal in Folge das Double aus Meisterschaft und Pokalsieg feiern konnte. Zur Saison 2013/14 der australischen W-League wechselte sie zu Perth Glory und von dort Anfang 2014 weiter zum NWSL-Teilnehmer Washington Spirit. Ohne dort ein Spiel absolviert zu haben, wurde Sandvej im Mai 2014 in die Reservemannschaft der Spirit in der W-League versetzt und wechselte, abermals ohne Ligaeinsatz, zur Saison 2014/15 zum SC Sand. Sie spielte bis zum Sommer 2017 für den SC Sand in 64 Spielen in der Frauen-Bundesliga, bevor sie am 12. Juni 2017 einen Vertrag beim 1. FFC Frankfurt unterschrieb. Nach der Saison 2018/19 verließ sie Frankfurt und wechselte zum französischen Erstdivisionär FC Fleury. Nach zwei Jahren Serie A (Frauenfußball)in Frankreich begab sie sich im Sommer zu Birmingham City, für den sie in der Saison 2021/22 lediglich fünf Punktspiele in der FA Women’s Super League bestritt; mit dem Abstieg ihrer Mannschaft in die Women’s Championship verließ sie diese. Nach Frankreich gelangt, kam sie für den FCO Dijon von 2022 bis 2024 in 31 Punktspielen in der Division 1 Féminine zum Einsatz. Am 11. September 2024 wurde ihre Verpflichtung zum italienischen Erstligisten SSD Napoli Femminile bekannt.

### Nationalmannschaft
Sandvej durchlief mehrere Juniorennationalteams ihres Landes und debütierte 2009 schließlich in der A-Nationalmannschaft Dänemarks. Mit dieser nahm sie an der Europameisterschaft 2013 in Schweden teil. Am 7. März 2016 erzielte sie beim Algarve-Cup 2016 im letzten Gruppenspiel gegen Belgien in der dritten Minute der Nachspielzeit ihr erstes Länderspieltor zum 1:2-Endstand. Bei der EM 2017 hatte sie fünf Einsätze, darunter über 90 Minuten im Finale, das aber gegen die Gastgeberinnen mit 2:4 verloren wurde. Danach kam sie aber nur noch sporadisch zum Einsatz.

## Erfolge
- Finalist Europameisterschaft 2017
- Dänischer Meister 2011, 2012, 2013
- Dänischer Pokal-Sieger 2010, 2011, 2012, 2013